# Clock recovery
In telecomunicazioni e elettronica, nell'ambio delle trasmissioni digitali, con il termine clock recovery si intende l'insieme delle tecniche e metodologie finalizzate a sincronizzare o temporizzare il ricevitore con il flusso dati trasmesso dal trasmettitore sul canale di comunicazione per permetterne la successiva corretta demodulazione e/o decodifica/decisione. 

## Descrizione
Alcuni flussi di dati digitali, specialmente in sistemi seriali ad alta velocità (ad esempio il flusso di dati dalla testina magnetica di un hard disk) sono infatti inviati senza un segnale di temporizzazione (cioè un clock) (trasmissione asincrona). Il ricevitore deve quindi generare un clock da una frequenza di riferimento approssimata tramite un oscillatore locale per poi sincronizzarlo con il flusso di dati tramite un PLL. Questo processo è detto quindi clock and data recovery (CDR), letteralmente "ricostruzione dei dati e della temporizzazione".
Per permettere il funzionamento di tale schema, il flusso di dati deve avere frequenti transizioni in modo da correggere eventuali errori dovuti all'oscillatore della PLL. Il limite per quanto a lungo il processo di clock recovery può operare è conosciute come maximum consecutive identical digits (CID). Per assicurare transizioni frequenti, è necessario usare particolari codici per la codifica dei bit, come la codifica 8B/10B, mentre la codifica Manchester è usata nelle vecchie versioni del protocollo 802.3 per le LAN.